# Michaił Gromow
Michaił Michajłowicz Gromow (ros. Михаи́л Миха́йлович Гро́мов, ur. 12 lutego?/24 lutego 1899 w Twerze, zm. 22 stycznia 1985 w Moskwie) – radziecki lotnik i dowódca wojskowy, generał pułkownik lotnictwa, Bohater Związku Radzieckiego (1934).

## Życiorys
W 1916 skończył moskiewską szkołę realną, 1916-1917 uczył się w Moskiewskiej Wyższej Szkole Technicznej, przy której w czerwcu 1917 ukończył teoretyczne kursy lotnicze, po czym został powołany do rosyjskiej armii. Od lutego 1918 służył w Armii Czerwonej, w listopadzie 1919 został lotnikiem oddziału powietrznego na Froncie Wschodnim wojny domowej, walczył z armią Kołczaka, od maja do listopada 1920 był lotnikiem klucza uralskiego sektora wojsk obrony wewnętrznej. W 1921 został lotnikiem-instruktorem moskiewskiej szkoły lotniczej, 1922-1924 był szefem oddziału 1 Wyższej Szkoły Lotniczej w Moskwie, od maja do lipca 1924 był lotnikiem-instruktorem i dowódcą oddziału w wyższej szkole lotnictwa wojskowego w Sierpuchowie, a 1924-1930 lotnikiem Aerodromu Naukowo-Doświadczalnego/Naukowo-Badawczego Instytutu Sił Wojskowo-Powietrznych. Przeprowadził próby wielu typów samolotów, m.in. Po-2 (kukuruźnika), I-4, I-3, ANT-9, ANT-10, ANT-7. W latach 1930-1941 był lotnikiem doświadczalnym i dowódcą oddziału lotniczego Centralnego Instytutu Aerohydrodynamicznego, 12-15 września 1934 wykonał lot samolotem ANT-25, pokonując rekordową odległość 12 411 km w czasie 75 godzin. 12-14 lipca 1937 wykonał lot samolotem ANT-25, pokonując 10 148 km w czasie 62 godzin i 17 minut. W latach 1940-1941 kierował grupą naukowo-techniczną Ludowego Komisariatu Przemysłu Lotniczego ZSRR, od marca do sierpnia 1941 był szefem Instytutu Lotniczo-Badawczego w miejscowości Stachanowo (obecnie Żukowskij), od sierpnia do grudnia 1941 był komenderowany do USA, po powrocie do ZSRR walczył na froncie.
Od grudnia 1941 do lutego 1942 dowodził 31 Mieszaną Dywizją Lotniczą Frontu Kalinińskiego, od lutego do maja 1942 dowodził Siłami Wojskowo-Powietrznymi tego frontu, od maja 1942 do maja 1943 3 Armią Powietrzną Frontu Kalinińskiego, a od maja 1943 do czerwca 1944 1 Armią Powietrzną, uczestniczył w walkach w rejonie miasta Biełyj, w operacji rżewsko-syczewskiej, wielkołuckiej, diemianskiej, orłowskiej, spas-diemienskiej, smoleńskiej i witebskiej. W latach 1944-1946 był szefem Głównego Zarządu Przygotowania Bojowego Lotnictwa Frontowego Sił Wojskowo-Powietrznych, 1946-1949 zastępcą dowódcy Lotnictwa Dalekiego Zasięgu, a od maja 1949 do lipca 1955 szefem Zarządu/Wydziału Służby Lotniczej Ministerstwa Przemysłu Lotniczego ZSRR, w sierpniu 1955 zakończył służbę wojskową. W latach 1959-1961 był przewodniczącym Federacji Podnoszenia Ciężarów ZSRR, kierował przygotowaniem i występem reprezentacji ZSRR na XVII Igrzyskach Olimpijskich w Rzymie w 1960. Był deputowanym do Rady Najwyższej ZSRR 1 i 2 kadencji (1937-1950). Został pochowany na Cmentarzu Nowodziewiczym. Jego imieniem nazwano plac w Żukowskim i ulice w Moskwie, Jekaterynburgu, Twerze i Złatouście, liceum w Żukowskim i szkołę w Kijowie.

## Awanse
- Pułkownik (1936)
- Kombrig (22 lutego 1938)
- Generał major Lotnictwa (3 maja 1942)
- Generał porucznik Lotnictwa (30 kwietnia 1943)
- Generał pułkownik Lotnictwa (19 sierpnia 1944)

## Odznaczenia
- Złota Gwiazda Bohatera Związku Radzieckiego (28 września 1934)
- Order Lenina (czterokrotnie - 28 września 1944, 21 lutego 1945, 25 lutego 1969 i 23 lutego 1984)
- Order Rewolucji Październikowej (23 lutego 1979)
- Order Czerwonego Sztandaru (czterokrotnie - 17 lipca 1925, 1 września 1937, 3 listopada 1944 i 24 czerwca 1948)
- Order Suworowa  II klasy (30 sierpnia 1943)
- Order Wojny Ojczyźnianej I klasy (23 listopada 1942)
- Order Czerwonej Gwiazdy (trzykrotnie - 27 października 1932, 17 sierpnia 1933 i 28 października 1967)
- Medal „Za pracowniczą dzielność” (16 września 1960)
- Komandor Legii Honorowej (Francja, 1945)

I medale ZSRR i inne odznaczenia zagraniczne.